# Veronica ciliolata
Veronica ciliolata là một loài thực vật có hoa trong họ Mã đề. Loài này được (Hook.f.) Cheeseman miêu tả khoa học đầu tiên năm 1906.